# Чон Сан Бин
Чон Сан Бин (кор. 정상빈; 1 апреля 2002, Чхонан, Южная Корея) — южнокорейский футболист, нападающий американского клуба «Миннесота Юнайтед».

## Клубная карьера
Воспитанник «Сувон Самсунг Блюуингз». За клуб дебютировал 22 ноября 2020 года в гостевом матче с «Гуанчжоу», заменив на 68-й минуте Парк Сан Хёка и получив на 88-й минуте жёлтую карточку. В чемпионате дебютировал 17 марта 2021 года в гостевом матче с «Пхохан Стилерс», выйдя в стартовом составе и забив гол на 38-й минуте.
28 января 2022 года перешёл в клуб английской Премьер-лиги «Вулверхэмптон Уондерерз» за 1,2 миллиона евро, сразу же отправившись в аренду в клуб швейцарской Суперлиги «Грассхоппер». Дебютировал 20 февраля в домашней игре с «Янг Бойз», заменив на 85-й минуте Хаяо Кавабэ. Впервые в стартовом составе вышел 9 апреля в домашней игре с «Цюрихом». Проведя в аренде чуть больше года, отыграл за «кузнечиков» всего 15 матчей, ни разу не отметившись результативными действиями. 17 марта 2023 года швейцарский клуб досрочно расторг арендное соглашение. 
22 марта американский клуб MLS «Миннесота Юнайтед» официально объявила о трансфере игрока за неразглашаемую сумму. Игрок подписал трёхлетний контракт с опцией продления на год. Дебютировал 9 февраля в гостевом матче с «Чикаго Файр», заменив на 61-й минуте Луиса Амарилью. Впервые в стартовом составе вышел 16 апреля в домашнем матче с «Орландо Сити».

## Карьера в сборной
9 июня 2021 года Чон дебютировал за сборную Южной Кореи в матче отборочного этапа ЧМ-2022 против сборной Шри-Ланки, в котором отличился забитым голом.